# De Nobelprijs
De Nobelprijs is een detectiveverhaal van de Duitse auteur Andreas Eschbach.

## Het verhaal
Hans-Olof Andersson behoort tot het Nobelprijscomité voor de toekenning van de Nobelprijs voor de Geneeskunde. Voor hulp wendt hij zicht tot zijn zwager Gunnar Forsberg die wegens inbraak en industriële spionage gevangen zit.
Hans-Olof vertelt hem dat zijn dochter Kristina ontvoerd is en dat hij gechanteerd wordt om zijn stem uit te brengen op de genomineerde Sofia Hernández Cruz. Als dank voor zijn stem zou hij drie miljoen Zweedse kronen ontvangen. Ook vertelt Andersson dat er een vliegtuig van Scandinavian Airlines is neergestort met aan boord drie leden van het comité. Ook vertelt hij dat een journalist van het Svenska Dagbladet, Bengt Nilsson, die kritische vragen stelde over de nominatie van Hernández Cruz, is vermoord. Hoewel Forsberg Andersson veracht belooft hij hem te hulp te schieten, alleen omdat het zijn lievelingsnichtje betreft.
Forsberg komt dankzij de goede contacten van zijn zwager binnen de Zweedse rechterlijke macht vrij. Als hij op onderzoek uitgaat naar de ontvoering van zijn nichtje stuit hij op een samenzwering.
Hij pleegt een inbraak bij het Zweedse filiaal van het Zwitserse farmaceutische bedrijf Rütlipharm uit Bazel. Gunnar vermoedt dat deze groep achter de afpersing zit. Hij weet ternauwernood te ontkomen aan de politie. Meerdere inbraken volgen tijdens de een wanhopige zoektocht naar aanwijzingen over de verblijfplaats van zijn nichtje Kristina. Helaas vindt hij haar niet.
Nadat Gunnar Forsberg ervan overtuigd is geraakt dat zijn missie is mislukt, benadert hij met een vals voorwendsel Sofia Hernández Cruz. Hij vraagt haar af te zien van de acceptatie van de prijs en in plaats daarvan de omkoping en chantage openbaar te maken. Op deze manier hoopt Gunnar dat degenen die verantwoordelijk zijn voor de ontvoering van Kristina, haar vrijlaten. Hernández Cruz belooft de prijs te weigeren indien Forsberg een antwoord kan geven op een voor haar belangrijke specifieke vraag.
De volgende dag bezoekt Forsberg Hans-Olof Andersson om naar de uitreiking van de Nobelprijs voor Geneeskunde te kijken en of de ontvoerders of Kristina contact opnemen met Andersson. Forsberg vertelt zijn zwager dat hij de vorige avond Hernández Cruz heeft gevraagd af te zien van de acceptatie van de prijs. Op de televisie zien ze echter dan zij de prijs in ontvangst neemt.
De belangrijke vraag van Sofia Hernández Cruz was of Gunnar Forsberg kon aantonen dat Kristina daadwerkelijk was ontvoerd. Toen werd het hem duidelijk dat de acties waarvan zijn zwager op de hoogte was, bijna allemaal door de politie werden verijdeld, terwijl alle acties waarvan zijn zwager niet op de hoogte was zonder problemen zijn verlopen.
Andersson bekent dan dat hij in het verleden is berecht vanwege seksueel misbruik van zijn dochter. Hij misbruikte zijn dochter omdat deze hem zo deed denken aan zijn overleden vrouw. Kristina is vervolgens van huis weggelopen.
Andersson bleek op de hoogte te zijn van de op handen zijnde vervroegde vrijlating van zijn zwager en verzon het verhaal van de ontvoering. Hiermee wilde hij Forsberg verleiden tot het plegen van een misdrijf om hem terug in de gevangenis te krijgen, maar ditmaal voor de rest van zijn leven.
Op het eind vindt Forsberg zijn nichtje met behulp van haar lerares bij haar oma, de moeder van Hans-Olof Andersson.